# Warri
Warri és una ciutat de l'estat del Delta. És un dels hubs importants de la indústria del petroli de Nigèria i és considerada la capital comercial i econòmica de l'estat, així com la ciutat més poblada. Segons el cens del 2006, la ciutat té 311.970 habitants. La ciutat és cosmopolita i està poblada sobretot per urhobos, isokos, itsekiris i ijaws. La religió predominant de la ciutat és el cristianisme i és coneguda pel seu anglès pidgin únic a la nació. També és la seu del bisbat anglicà de Warri.

## Història
Warri fou capital provincial sota la colonització britànica a principis del segle xx. Els protectorats de Lagos i de Nigèria Meridional foren units formalment com a colònia Protectorat de Nigèria Meridional el 28 de febrer de 1906.Warri fou la capital de la Província Central d'aquest protectorat. A partir d'aquesta capitalitat, la ciutat va patir un gran creixement i va passar a ser d'una àrea rural a una àrea urbana.
Es té notícia de la història de la ciutat des del segle xv, quan va ser visitada per missioners portuguesos. A partir de llavors la ciutat va ser una base del comerç d'esclaus portuguès i holandès. A finals del segle xix la ciutat esdevé una ciutat portuària important, centre d'exportació d'oli de palma, cautxú, altres productes de la palma, cocos i vigna subterranea, entre d'altres.

## Geografia
Warri està situada a l'estat del Delta, a la confluència dels rius Warri, Escravos i Forcados.

### Clima
La regió de Warri gaudeix d'una pluviositat i una humitat moderada la major part de l'any. El clima és equatorial i té dues estacions: la seca i la humida. L'estació seca és entre novembre i abril i està marcada pel fred "harmattan". L'estació humida dura de maig a octubre, amb un mes d'agost més sec. La temperatura mitjana anual és de 32,8 °C i la pluviositat anual és de 2673,8 mm. Les temperatures més altres que pateix la ciutat són entre 36 i 37 °C.
La vegetació de la zona de Warri és bosc humit, amb zones de bosc de pantans. El bosc és ric en arbres de palma, arbres fruiters i arbres productors de fusta.

## Demografia
Warri és una metròpolis moderna i la seva infraestructura es desenvolupa en altres LGAs del voltant com Uvwie, Udu, Ughelli i Okpe.

## Economia i infraestructura
A la ciutat de Warri hi ha una refineria important i indústries petroquímiques. A Ugbuwangue, Warri, hi ha un dels principals ports marítims de Nigèria. També hi ha plantes de Gas a Otorogu, Warri.

### Seguretat
La ciutat de Warri està protegida pel batalló d'Infanteria Amfíbia situat a la propera ciutat d'Effurun i pertany administrativament a la Brigada HQ de Port Harcourt. La Marina de Nigèria també opera a Warri i hi opera el Destacament 61 de les forces aèries nigerianes.

### Lleure
Warri té un estadi internacional amb una capacitat per a 30.000 espectadors que ha estat la seu dues vegades del Campionat Africà de Futbol Femení (el 2002 i 2006) i va ser una de les sub-seus del Campionat Mundial FIFA sub-17 de Nigèria de 2009. També va ser la seu dels Campionats Atlètics Africans Jovenils (AYAC) de 2013.
El club de futbol més destacat de la ciutat és el Warri Wolves, que juga a la primera divisió de Nigèria. Els futbolistes més destacats fills de la ciutat són Wilson Oruma, Efe Ambrose i Ekigho Ehiosun.
Warri té una televisió, la Delta Rainbow Television i una estació de ràdio, la Delta State Radio.

### Indústria i economia
La base econòmica de la ciutat és la refineria de petroli i altres companyies petrolieres i de gas natural. També hi ha la companyia siderúrgia, Delta Steel Company. A més a més, la terra de la regió de Warri també és rica en silicats i materials que són utilitzats en la fabricació de vidre, ceràmica i ciment.

### Transports
El 1991 es va començar a construir una línia de ferrocarril que uneix el port de Warri amb Ajaokuta, de 275 km. El 2006 encara no estava acabat el tram de Warri però els treballs van tornar a començar el 2010. Les carreteres la uneixen amb Benin City i amb Port Harcourt.
El transport aeri està servit per l'aeròdrom d'Osubi, també conegut com a Aeroport de Warri, que està localitzat a Osubi, una ciutat propera. Algunes de les principals companyies que hi operen són Arik Air i Aero Contractors i l'aeroport també és utilitzat per les companyies petrolieres.
El principal port de la ciutat està situat a Ugbuwangue. És un port té un ús local i internacional.

## Educació
Les principals institucions d'educació superior de la metròpolis de Warri són:
- Federal University of Petroleum Resource Effurun (FUPRE), a Effurun.
- Petroleum Training Institute (PTI), a Effurun.
- College of Education de Warri.
- The Delta State Nursing School de Warri.

## Religió
Warri és la seu la Diòcesi Anglicana de Warri. El seu bisbe des de 2006 és el Rt. Rev. Christian Esezi, fill de Benin City. El seu primer bisbe fou el Rt. Revd J.O. Dafiewhare, que va ser entronitzat el 1980.
Warri també és la seu d'una Diòcesi Catòlica depenent de l'Arxidiòcesi de Benin City, fundada el 1964. Aquesta Diòcesi comprèn 16 Àrees de Govern Local de l'estat del Delta i una de l'estat de Rivers i té un total de 3.384.000 habitants, dels quals 260.131 estan batejats. La Diòcesi de Warri té un total de 56 parròquies. El bisbe des del 29 de març del 2010 és John 'Oke Afareha.

## Turisme
Abraka és una de les ciutats turístiques més importants properes a Warri. La platja d'Abraka és famosa per les seves fonts termals i els serveis esportius i recreatius com canoa, pesca, banys, barbacoa i zona de picnic.
Les principals atraccions turístiques de Warri són:
- El camp de Golf d'Abraka.
- El pantà de manglars Vermell.
- L'estadi de la Ciutat de Warri.
- L'església de Word of Life Bible.
- El pont d'Udu.
- El parc-jardí d'Effurun.
- L'aeroport d'Osubi.
- El Mercat Principal de Warri.
- Els ports del Delta del Níger.
- El Museu Nana Living History.